# Gustave Flourens

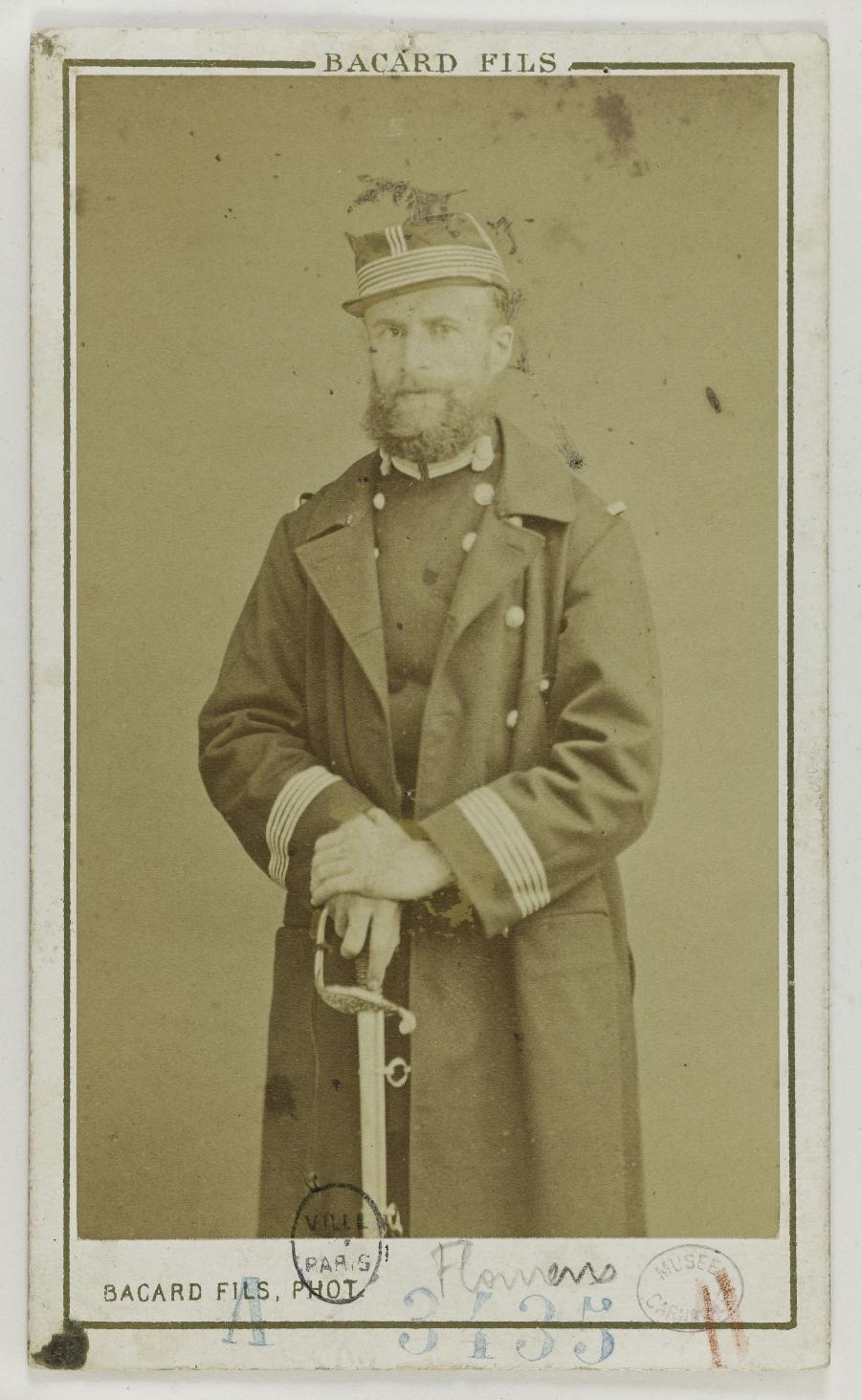
Gustave Flourens. Fotografie von E. Thiebault

Gustave Flourens (* 4. August 1838 in Paris; † 3. April 1871 in Rueil-Malmaison) französischer Politiker, Journalist und Ethnograf. 1871 Mitglied der Pariser Kommune.

## Leben
Gustave Flourens war der Sohn von Marie-Jean-Pierre Flourens  und von Aline Adolphine Gabrielle Clément d'Aerzen (1807–1879). Er hatte zwei Brüder. Léopold Émile Flourens (1841–1920), der vom 11. Dezember 1886 bis zum 3. April 1888 französischer Außenminister der Dritten Republik war und Pierre Abel Flourens (1845–1918). Flourens war stellvertretender Lehrstuhlinhaber am Collège de France, dem sein Vater vorstand.
Wegen seiner Auffassung, dass der Ursprung des modernen Menschen nicht nur auf einen Ort beschränkt gewesen sei, kam er in Konflikt mit der Katholischen Kirche. Flourens ging nach Brüssel, wo er sein Buch „Histoire de l'homme“ veröffentlichte. Gustave Flourens ging dann nach Konstantinopel und Athen und nahm am Kretaer Aufstand 1866–1868 gegen die osmanische Herrschaft teil. Er konnte Victor Hugo bewegen, die Sache der Kretaer Aufständischen zu unterstützen. In Kreta bekam er die Ehrenbürgerschaft von der Nationalversammlung verliehen. Danach wirkte er in Marseille, wo er auf Antrag des französischen Botschafters verhaftet wurde. Dann war er in Neapel und wirkte ab Ende 1868 für die Zeitung La Marseillaise von Henri Rochefort.
Im März 1870 traf er in London ein und kam in Kontakt mit Karl Marx und auch seiner Frau Jenny und den Töchtern Jenny und Eleanor. Am 19. April 1870 wurde Flourens auf Vorschlag von Eugène Dupont und Auguste Serraillier in den Generalrat der Internationalen Arbeiterassoziation gewählt.
Am 4. September 1870 forderten Demonstranten die unverzügliche Ausrufung der Republik und schlugen Blanqui, Flourens, Delescluze, Pyat und Rochefort als Mitglieder für die provisorische Regierung vor. Die Regierung wurde aber aus der republikanischen Opposition gebildet, die im August das Kaiserreich gerettet hatten. Im September 1870 befehligte er ein Korps der Nationalgarde.
Am 5. Oktober und am 8. Oktober organisierte Flourens mit den Schützen aus Belleville und dem 19. Pariser Arrondissement Demonstrationen vor dem Pariser Rathaus. Man rief: „Es lebe trotz allem die Kommune“. Daraufhin musste der erst am 4. September eingesetzte Polizeipräfekt von Paris Émile de Kératry zurücktreten. Flourens gehörte auch zu den Anführern des Putschversuches vom 31. Oktober 1870. Bei den Wahlen vom 5. November 1870 wurde er im Arrondissement Ménilmontant zum Vize-Bürgermeister gewählt. Am 21. Januar 1871 wurden Flourens, Léo Meillet, H. Bauer und Alphonse Humbert von bewaffneten Nationalgardisten aus dem Gefängnis befreit.

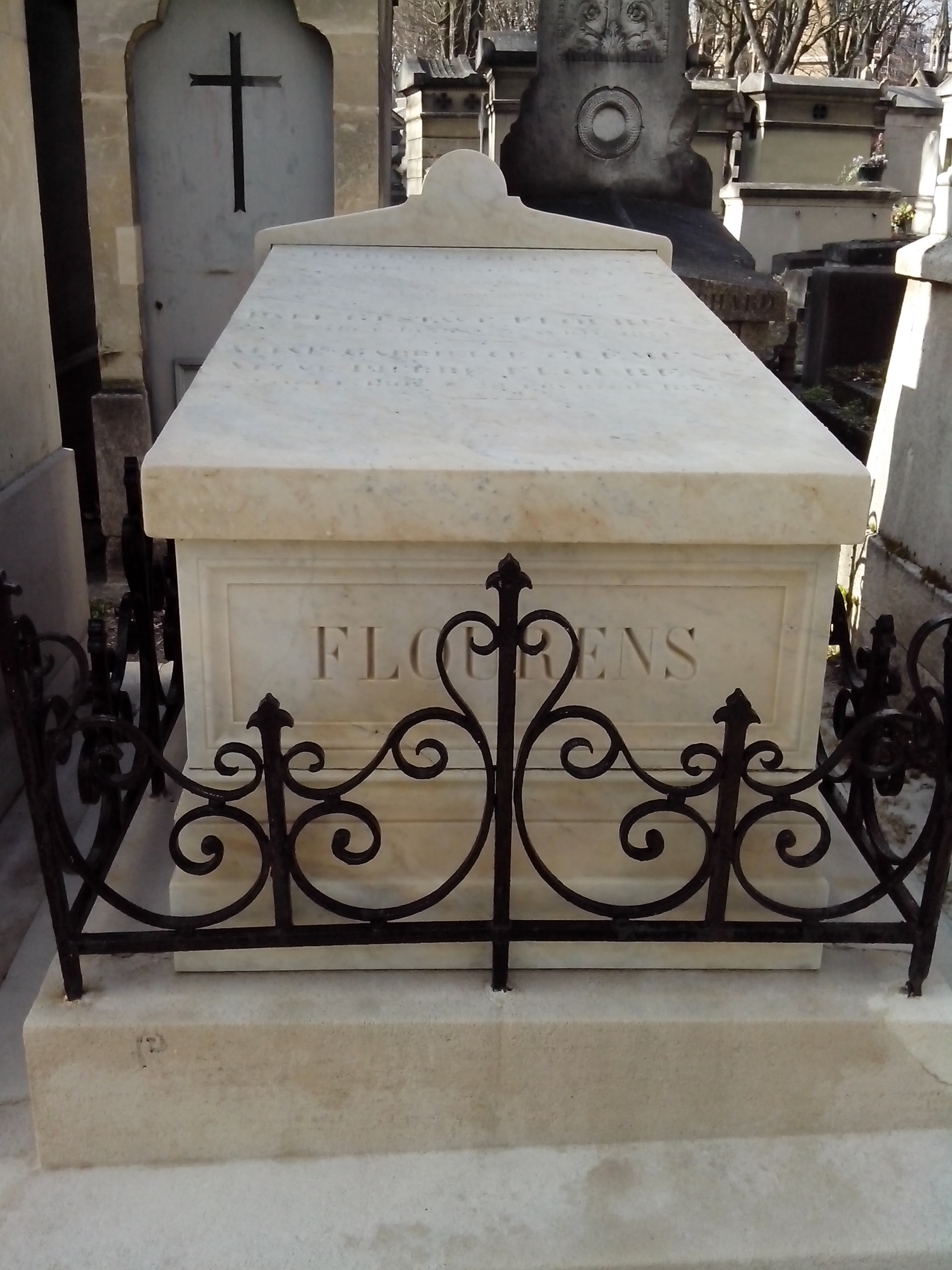
Grab von Marie-Jean-Pierre Flourens und Gustave Flourens

Bei den Wahlen vom 26. März 1871 wurde er, wie auch Gabriel Ranvier, Jules Bergeret und Blanqui, im 20. Pariser Arrondissement gewählt. Flourens gehörte zu den Verantwortlichen für den desaströsen Spaziergang nach Versailles zur Sprengung der Nationalversammlung und Verhaftung der Regierung Thiers-Favre am 3. April 1871.
Er wurde am 3. April 1871 in Rueil Malmaison durch den Gendarmen „Desmaret“ (Jean-Marc Démaret) „ermordet“ und auf dem Friedhof Père-Lachaise in Paris beerdigt.

## Eintragung in das Confession book von Jenny Caroline Marx
Den Fragebogen füllte er am 26. April 1870 in London aus. Die Fragen sind in der Handschrift von Jenny, die Antworten in der von Flourens.
| Your [favourite virtue]        | l’audace. (Kühnheit) |
| qu[ality in man]               | l’énergie. (Energie) |
| … in woman                     | le dévouement. (Ergebenheit) |
| idea of happiness              | vivre, simple citoyen, dans une république égalitaire. (Als einfacher Bürger unter gleichen zu leben)                                                          |
| of misery                      | être advocat. (Anwalt zu sein) |
| the vice you detest            | le servilisme. (Unterwürfigkeit) |
| your aversion                  | les jongleurs et les aristocrates. (Gaukler und Aristokraten)                                                                                                  |
| favorite occupation            | faire la guerre aux bourgeois, à leurs dieux, à leurs rois et à leurs héros. (Krieg führen gegen die Bourgeoisie, gegen ihre Götter, ihre Könige, ihre Helden) |
| characters in history you like | Spartacus. |
| favorite poet                  | Byr[on] et Les Chatiments [Hugo]. (Lord Byron und Victor Hugo)                                                                                                 |
| prose writer                   | Tacite. |
| flower                         | rose. (Rose) |
| colour                         | rouge. (rot) |
| maxim                          | Scire mori. (Wissen wie man stirbt) |
| motto                          | Гνῶθι σεαυτόν. (Erkenne dich selbst) |
| your characteristic            | Go ahead. (Geh voran!) |
| London, 26 avril 1870          | |
| Gustave Flourens               | |

## Werke
- Histoire de l'homme. Cours d'histoire naturelle des corps organisés au Collège de France. 1re leçon. Garnier frères, Paris 1863
- Ce qui est possible. Ottfrid. Garnier, Paris 1864 Digitalisat
- Gustave Flourens, Robert Lowe: Discours sur le suffrage universel. Meeting libéral de Bruxelles séance du 12 avril 1865. Mertens, Bruxelles 1865
- Paris livré. Garnier, Paris 1871 Digitalisat

### Zur Person Gustave Flourens
- A. Williams: Gustave Flourens. In: La Marseillaise. Paris. Nr. 99 vom 29. März 1870. S. 2.
- Vindex: Les chefs révolutionnaires. Gustave Flourens. Paris 1871.
- Auguste Hardy: Douloureux détails concernant la mort du citoyen Flourens. Sa biographie complète et ses actes héroiques pour le maintien de la République. A. Parent, Paris [1871?].
- F Maurel: Notice nécrologique sur Gustave Flourens. Société d'Ethnographie, Paris 1872.
- Charles Théophile Ferré: Portrait et autographe d'un homme dévoué sous la Commune de Paris. Une rectification sur Gustave Flourens. L. E. Privat, Genève 1876.
- Georges Cuvier: Discours sur les révolutions du globe. Avec des notes et un appendice d'après les travaux récents de MM. de Humboldt, Flourens, Lyell, etc. rédigés par le Dr Hoefer. Firmin-Didot et Cie, Paris 1856. (2. Aufl. 1879)
- M. Demaze (Hrsg.): Souvenirs d'un Philhellène. Gustave Flourens et l'insurrection crétoise de 1866–1868. Rey, Lyon 1893.
- Charles Prolès: Les Hommes de la Révolution de 1871. Gustave Flourens. Insurrection crétoise, 1867–1868. Siège de Paris, 1870-1871. Avec une lettre-preface de Amilcare Cipriani. Paris 1898.
- Robert de Billy: Le comte de Gobineau et Gustave Flourens. Éd. d'histoire générale et d'histoire diplomatique, Paris 1932.
- Yvonne Bezard: Gustave Flourens. R. Condom, Paris 1935.
- Anne Nicolas: Victor hugo et Gustave Flourens (1865–1871) avec des lettres inédites. In: Revue d'Histoire littéraire de la France. 68. Jg., Nr. 5, September–Oktober 1968, S. 731–745.
- Valentina Akimova Smirnova: Gjustav Flurans. Mysl, Moskava 1972.
- Olga Worobjowa, Irma Senelnikowa: Die Töchter von Marx. 4. erg. u. überarb. Aufl. Dietz Verlag, Berlin 1984. Kapitel „Gustave Flourens“, S. 75 ff.
- Richard-Pierre Guiraudou, Michel Rebondy: Gustave Flourens. Le Chevalier Rouge. le Pré aux Clercs, Paris 1987. ISBN 2-7144-2054-0
- Adrienne Stengers-Limet: Une rencontre à Bruxelles Gustave Flourens et Jean-Jacques Altmeyer. Bruxelles Archives et bibliothèques de Belgique, Bruxelles 2001.

### Zur Pariser Kommune
- Jean Bruhat, Jean Dautry, Emile Tersen: Die Pariser Kommune von 1871. Deutscher Verlag der Wissenschaften, Berlin 1971 Kurzbiografie von Flourens S. 324–325.
- Klaus Schrenk (Hrsg.): Auf den Barrikaden von Paris. Alltag der Pariser Kommune. Elefanten Press Verlag, Berlin (West) und Hamburg 1978

## Ehrungen
Nach ihm sind einige Straßen in Frankreich benannt, so z. B. in Le Mans, Marly, Nanterre, La Rochelle, Suresnes und Vierzon.